# لند سکوریتیز
لند سکوریتیز (به انگلیسی: Land Securities) شرکت املاک و مستغلات بریتانیایی است که در زمینهٔ مدیریت، توسعه، سرمایه‌گذاری و ساخت‌وساز املاک تجاری، اداری و مسکونی، همچنین احداث زیرساخت‌های شهری فعالیت می‌کند.
شرکت لند سکوریتیز در سال ۱۹۴۴ توسط هارولد ساموئل تأسیس شد و در ابتدا دارایی آن به ۳ خانه مسکونی و یک ساختمان اداری واقع در کنزینگتون محدود می‌شد.
این شرکت در حال حاضر مالک ۶٫۲۵۰ واحد مسکونی، ۴ مدرسه، یک بیمارستان و بالغ بر ۲۰ هکتار پارک (داخل و خارج شهری) می‌باشد. شرکت لند سکوریتیز همچنین با در اختیار داشتن ۲٫۷۰۰٫۰۰۰ مترمربع املاک تجاری در قالب مراکز خرید، فروشگاه، مراکز تجاری، دفاتر و ساختمان‌های اداری، بزرگترین شرکت املاک تجاری بریتانیا به‌شمار می‌آید.
دفتر مرکزی این شرکت در شهر لندن قرار دارد و بخشی از سهام آن در بازار بورس لندن معامله می‌شود. بخش اعظم از املاک و دارایی‌های شرکت لند سکوریتیز در شهرهای بیرمنگام، کنتربری، بریستول، یورک، لندن و حومه آن مستقر می‌باشند.